# Лысак, Зинаида Петровна
Зинаида Петровна Лысак (Загрецкая; 20 июля 1930, Запорожье — 10 июля 2006, Одесса) — советская и украинская певица (меццо-сопрано), народная артистка УССР (1978).

## Биография
В 1953 окончила Одесскую консерваторию (класс профессора Инны Владимировны Райченко-Скуфати).
1953—1988 — солистка Одесского театра оперы и балета. Также выступала как концертная певица.
Зинаида Лысак — одна из лучших украинских меццо-сопрано 1950—1980-х годов.
В 1971 году ей было присвоено звание заслуженной артистки УССР.
В 1978 году удостоена звания народной артистки Украинской ССР.

## Партии
- Амнерис, Азучена, Эболи, Ульрика («Аида», «Трубадур», «Дон Карлос», «Бал-маскарад» Дж. Верди)
- Графиня («Пиковая дама» П. Чайковского)
- Кармен («Кармен» Ж. Бизе)
- Кланя («Жестокость» Б. Кравченко)
- Кончаковна («Князь Игорь» А. Бородина)
- Любаша («Царская невеста» Н. Римского-Корсакова)
- Марина Мнишек («Борис Годунов» М. Мусоргского)
- Мать («Арсенал» Г. Майбороды
- Оксана («Гибель эскадры» В. Губаренко)
- Ковалиха («Верная любовь»)
- Хивря («Семен Котко» С. Прокофьева)
- Нянька («Вий» по Н. Гоголю)